# グリンツァーネ・カヴール
グリンツァーネ・カヴール（伊: Grinzane Cavour）は、イタリア共和国ピエモンテ州クーネオ県にある、人口約2,000人の基礎自治体（コムーネ）。
19世紀にはカミッロ・カヴールが首長を務めていたことがあり、その居城は世界遺産「ピエモンテのブドウ畑の景観:ランゲ＝ロエーロとモンフェッラート」に含まれている。イタリアにおける州立エノテーカ第1号が設立されたコムーネでもある。

## 地理

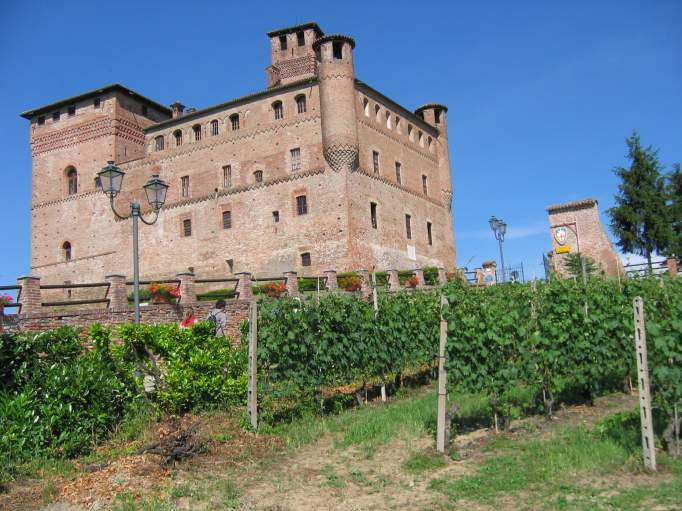
グリンツァーネ・カヴール城

### 位置・広がり

#### 隣接コムーネ
隣接するコムーネは以下の通り。
- アルバ
- ディアーノ・ダルバ

#### 地震分類
イタリアの地震リスク階級 (it) では、4 
に分類される。

## 行政

### 分離集落
グリンツァーネ・カヴールには、以下の分離集落（フラツィオーネ）がある。
- Borzone, Gallo, Giacco

## 姉妹都市
- カノーザ・ディ・プーリア、イタリア